# Dinaraea arcana
Dinaraea arcana – gatunek chrząszcza z rodziny kusakowatych i podrodziny rydzenic. Zamieszkuje Europę i północną część Azji, na wschód po Półwysep Koreański.

## Taksonomia
Gatunek ten opisany został po raz pierwszy w 1839 roku przez Wilhelma Ferdinanda Erichsona pod nazwą Homalota arcana. Jako lokalizację typową wskazano Turyngię.

## Morfologia
Chrząszcz o wydłużonym, spłaszczonym ciele długości od 2,5 do 2,8 mm, w zarysie z równoległymi bokami. Wierzch ciała ma szagrynowanie w postaci siateczki o zaokrąglonych oczkach oraz gęste i nieco chropowate punktowanie; powierzchnia głowy, przedplecza i pokryw jest dość matowa, odwłoka zaś połyskująca. Głowa jest wyraźnie poprzeczna, brązowa do czarniawobrązowej. Obrzeżenie skroni sięga ku przodowi pod oczy, które to są od skroni wyraźnie krótsze. Czułki są brązowe z jasnorudożółtymi nasadami, grube, o poprzecznym członie przedostatnim. Owłosienie na linii środkowej rudobrązowego przedplecza skierowane jest ku przodowi. Pokrywy są rudobrązowe lub jasnobrązowoczerwone. Kolor odnóży jest pomarańczowożółty. U tylnej pary stóp człon pierwszy nie jest wyraźnie dłuższy od drugiego. Poprzeczny wcisk u nasady czwartego tergitu jest zaznaczony równie mocno jak wciski na tergitach poprzednich.

## Ekologia i występowanie
Owad o rozsiedleniu borealno-górskim. Bytuje pod odstającą korą drzew iglastych.
Gatunek palearktyczny. W Europie znany jest z Francji, Belgii, Niemiec, Szwajcarii, Austrii, Włoch, Szwecji, Norwegii, Finlandii, Estonii, Litwy, Polski, Czech, Słowacji i europejskiej części Rosji, a w Azji z syberyjskiej części Rosji i Korei Północnej.